# جيمس غوميز
جيمس جوميز (بالإنجليزية: James Gomez)‏ هو سياسي سنغافوري، ولد في 10 يناير 1965 في سنغافورة. حزبياً، نشط في Singapore Democratic Party ‏.